# Train écologique de la jungle
Le train écologique de la jungle (Tren Ecológico de la Selva), ou train des cataractes (Tren de las Cataratas), est un train touristique à voie étroite (600 mm) qui traverse la forêt du parc national d'Iguazú pour accéder aux chutes d'Iguazú, au nord de la province de Misiones en Argentine.
Conçu pour être respectueux de l'environnement, il est motorisé au GPL, ne dépasse pas les 20 km/h, et s'arrête lorsque des animaux traversent les voies.

## Caractéristiques
Le train peut transporter jusqu'à 150 passagers sur une ligne d'environ sept kilomètres allant du Centre des Visiteurs jusqu'aux gares des Cataratas (cataractes) et de la Garganta del Diablo (Gorge du Diable). Il transporte environ 900 000 visiteurs par an.
Le train a été construit par la société Alan Keef à Ross-on-Wye en Angleterre. Il est peint en vert et comporte une locomotive au propane et jusqu'à cinq voitures voyageurs de type baladeuse, à sièges en bois, ouvertes sur les côtés de sorte que les passagers soient en contact direct avec la forêt.